# Blutdruckmessgerät
Ein Blutdruckmessgerät (auch Blutdruckmesser und Sphygmomanometer) ist ein automatisches oder manuell anzuwendendes Messgerät zur indirekten Feststellung des arteriellen Blutdrucks in den Blutgefäßen, also zur Durchführung einer indirekten Blutdruckmessung. Die gemessenen Werte werden in der Regel als der obere (systolische) und der untere (diastolische) Druck in der Einheit Millimeter Quecksilbersäule (mmHg bzw. Torr) angegeben. Typische Orte zur Anlage der Druckmanschette am menschlichen Körper sind der Oberarm oder das Handgelenk. Mögliche Messwerte sind auch die Herzfrequenz oder der arterielle Mitteldruck (MAD).

## Klassisches Blutdruckmessgerät (Sphygmomanometer)

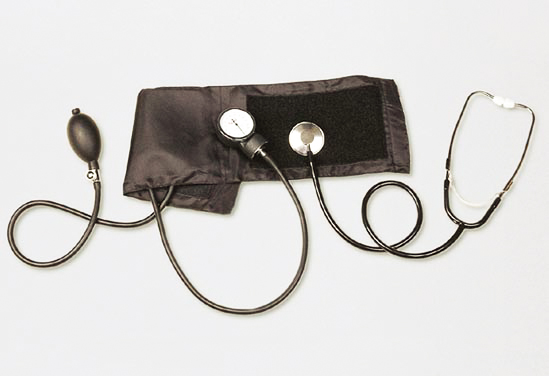
Mechanisches Sphygmomanometer mit Aneroidmanometer und Stethoskop

Die klassische arterielle Druckmessung wird mit der Methode nach Riva-Rocci mit mechanischen Geräten am Oberarm durchgeführt. An einer Manschette befinden sich, über Schläuche verbunden, ein mechanisches Druckmessgerät (Zeigerinstrument oder früher U-Rohr-Manometer) und ein Gummiball. Die Druckmanschette wird am Oberarm auf Herzhöhe angelegt und mit dem Gummiball aufgepumpt. Beim langsamen Ablassen über ein Stellventil treten durch die Blutströmung Verwirbelungsgeräusche (Korotkow-Geräusche) auf, anhand derer mit Hilfe eines Stethoskops in der Armbeuge der systolische und diastolische arterielle Druckwert ermittelt werden kann (auskultatorische Messung).
Der mit Manschette am Oberarm und Tasten des Pulses nach Riva-Rocci gemessene Blutdruck wird mit RR (Riva-Rocci) abgekürzt. Im Laufe der Zeit wurde die Messtechnik verbessert, indem der Druckmesser (kombiniert mit der Palpation durch eine Person) durch elektronische Drucksensoren und einer elektronischen Auswertung des Drucksignals ersetzt wurde. Der Drucksensor liefert zusätzlich die Pulsfrequenz.

## Automatisches Blutdruckmessgerät

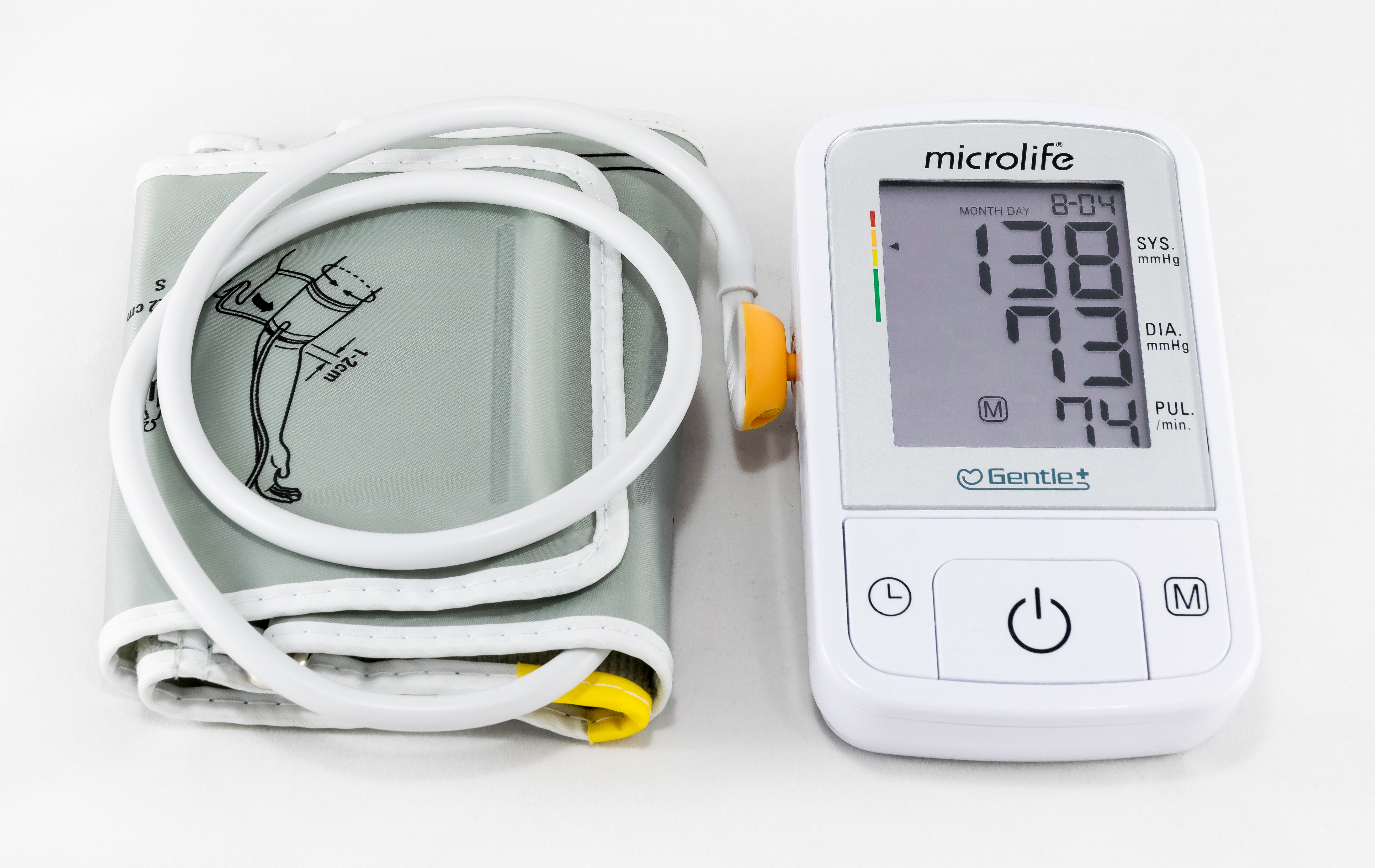
Digitales, automatisches Blutdruckmessgerät

Elektronische automatische Blutdruckmessgeräte bestehen aus einer Pumpe, einem Manometer, einem elektrisch gesteuerten Ablassventil und einer elektronischen Auswerteeinheit sowie einer Anzeige. Sie werden entweder über Tastendruck gestartet oder messen zyklisch. Das Manometer (ein elektronischer Drucksensor) erfasst den Absolutdruck sowie die Pulsation des Druckes.
Transportable Geräte werden aus einer Batterie bzw. einem Akkumulator gespeist, während Geräte, die in Intensivstationen genutzt werden, netzgespeist sind und lediglich einen Stützakkumulator für den Fall des Ausfalles des Stromnetzes aufweisen.
Der gemessene Blutdruck hängt stark von der relativen Messhöhe ab bzw. von der Armhaltung ab: Es gilt daher die Regel, die Manschette möglichst in Herzhöhe zu halten. 10 mm Höhenunterschied relativ zu Herzen entspricht einer Druckänderung von etwa 0,75 mmHg. Wenn die Manschette 30 cm tiefer als das Herz ist, misst man also jeweils etwa 20 mmHg mehr Druck als auf Herzhöhe.

### Messung am Oberarm

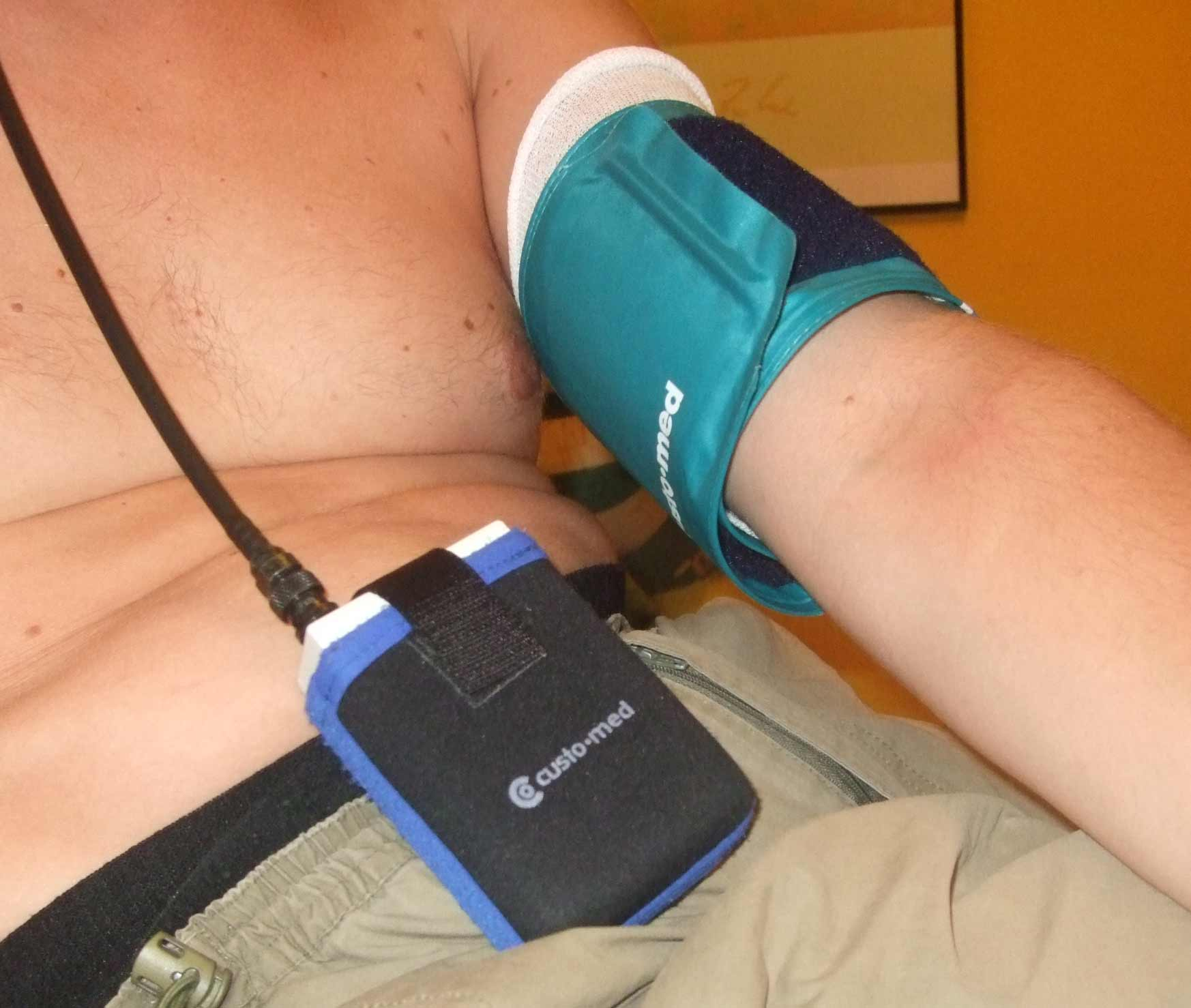
Zyklische Langzeit-Blutdruckmessung (Ambulantes Blutdruckmonitoring ABDM) am Oberarm unter Verwendung eines digitalen Messgerätes mit Klettverschluss-Manschette

Transportable Oberarm-Messgeräte zeigen die Werte auf einem Flüssigkristall-Display an. Die Manschette kann vom Messgerät getrennt werden, um unterschiedliche Manschetten anstecken zu können. Sie sind weniger anwenderfreundlich, jedoch genauer als Messgeräte mit Messung an der Innenseite des Handgelenkes.

#### Messablauf
Das Gerät pumpt zunächst solange, bis der Puls nicht mehr registriert wird. Ein Überdrucksensor verhindert, dass bei Versagen der Steuerung weitergepumpt wird. Anschließend lässt ein gesteuertes Ventil kontinuierlich oder stufenweise Luft ab, bis der Puls wieder registriert wird und schließlich wieder verschwindet. Oftmals wird der anhand von Druckschwankungen registrierte Puls durch ein synchron blinkendes Anzeigeelement wiedergegeben.

### Messung am Handgelenk

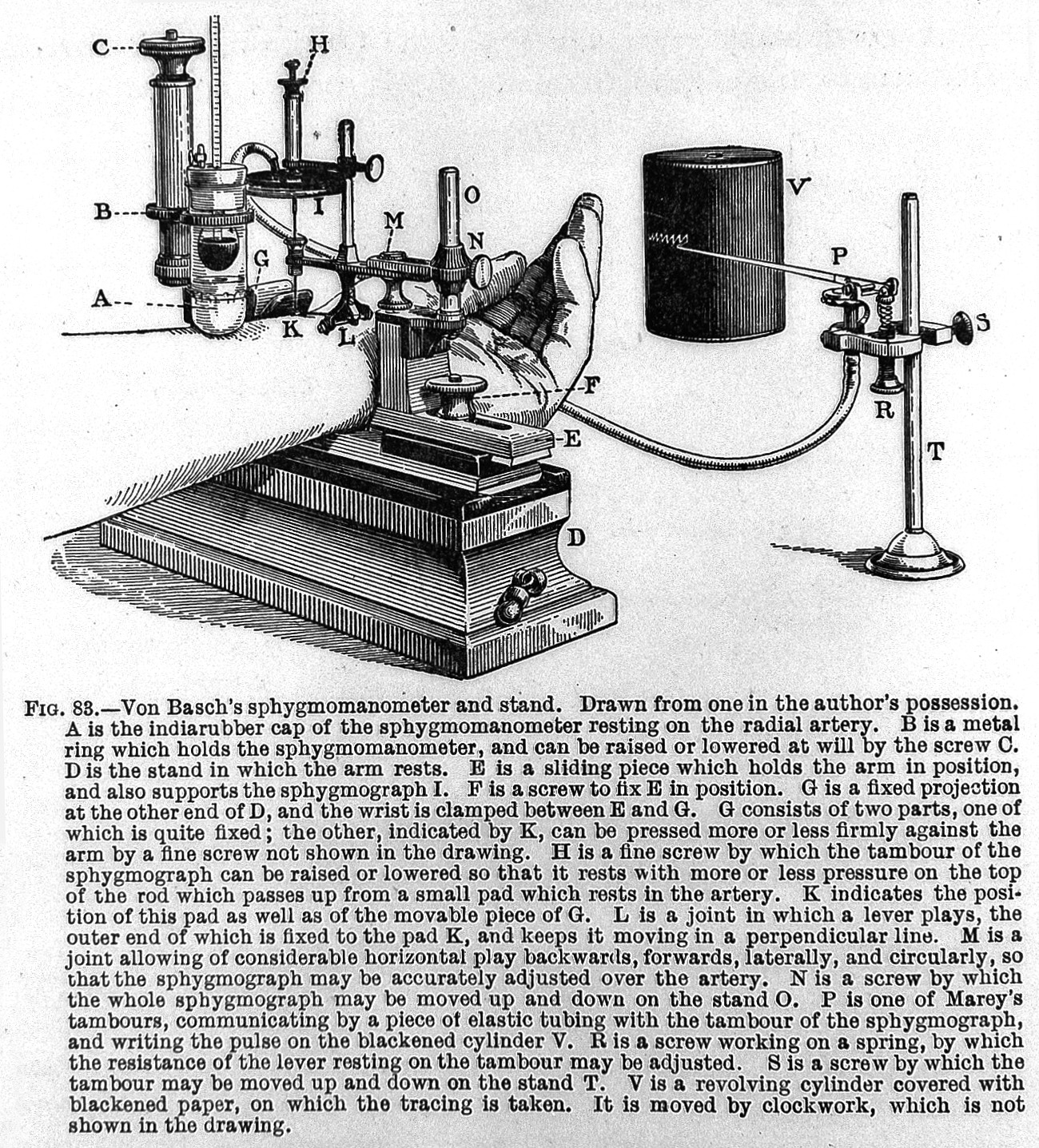
Blutdruckmessgerät (Sphygmomanometer) von Basch, 1881

Die handelsüblichen Messgeräte messen den arteriellen Druck an der Innenseite des Handgelenkes und sind einfach zu bedienen. Messgerät und Manschette bilden eine Einheit.
Das Gerät wird auf der Innenseite des Handgelenkes, an der Pulsader, angelegt und mit der Manschette befestigt. Nach dem Start der Messung wird die Manschette durch eine elektrische Pumpe so lange auf einen initialen Messdruck aufgepumpt, bis kein Blut mehr durch die Arterie fließen kann. Durch ein elektrisch gesteuertes Ventil wird der Druck in der Manschette schrittweise reduziert. Sensoren erfassen den aktuellen Druck und die sich ändernden Blutflussgeräusche. Durch Mustererkennung registriert das Gerät die Punkte des systolischen und diastolischen arteriellen Blutdrucks. Daneben können weitere Kennzahlen wie z. B. Pulsfrequenz, Herzrhythmusstörungen erfasst und ein Gesamtbewertungstatus ermittelt werden.
Einige moderne Blutdruckmessgeräte messen nicht beim Ablassen, sondern beim Aufpumpen. Dies funktioniert grundsätzlich genauso gut wie die Messung beim Ablassen, da die charakteristischen Schwingungen einsetzen, sobald der diastolische Druck überschritten wird und wieder verschwinden, sobald der Manschettendruck den systolischen Druck überschreitet. Daraufhin kann die Luft in der Manschette sofort komplett abgelassen werden. Um die notwendige Genauigkeit zu gewährleisten, pumpen solche Geräte typischerweise die Manschette langsamer auf. Viele Patienten empfinden diese Art der Messung als angenehmer.

### Messung am Finger
Die vor einigen Jahren am Markt befindlich gewesenen Finger-Blutdruckmessgeräte sind praktisch nicht mehr erhältlich. Die Messgenauigkeit war nicht hinreichend, denn die „Messergebnisse hängen zu sehr von der Durchblutung des Fingers ab“. Nur durch mehrmaliges Messen konnte ein näherungsweise zutreffender Durchschnittswert ermittelt werden.

## Fitness-/Freizeitbereich
Am Körper getragene computergestützte Geräte (Wearables, Smartwatches) sind teilweise auch zur Blutdruckmessung geeignet. Dabei wird zum Beispiel die Pulswellenanalyse genutzt, bei der die Verformung der Blutadern registriert und zur Schätzung des Blutdruckes herangezogen wird. Es ist eine Justierung oder ein Vergleich mit herkömmlicher Blutdruckmessung mit Oberarmmanschette nötig.
Hauptartikel → Manschettenfreie Blutdruckmessung

## Einordnung als Medizinprodukt
Ein Blutdruckmessgerät ist ein Medizinprodukt. Medizinprodukte wirken am oder im Körper, ohne dabei in den menschlichen Stoffwechsel einzugreifen. Sie werden nach dem Medizinproduktegesetz in folgende Produktklassen eingeteilt:
- Klasse I: niedrigste Risikoklasse; hierzu zählen klassische Blutdruckmessgeräte (Sphygmomanometer)
- Klasse IIa: Anwendungsrisiko; hierzu zählen digitale Blutdruckmessgeräte

Für die Klasseneinteilung ist es entscheidend, wo das Produkt angewendet wird (auf der Haut oder im Körper), wie lange es dort verbleibt und wie es betrieben wird (z. B. mit Strom).